# Eriszum I

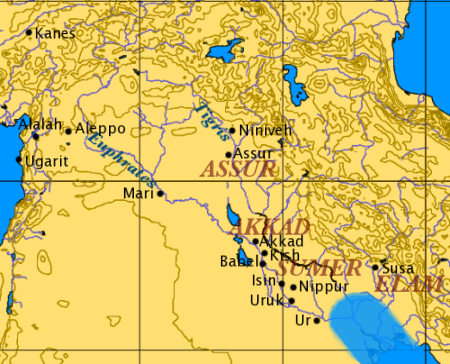
Mapa Bliskiego Wschodu z zaznaczonymi miastami Kanesz (Kanes) i Aszur (Assur)

Eriszum I, Eriszu I – władca miasta-państwa Aszur, syn i następca Ilu-szumy, ojciec i poprzednik Ikunuma; Asyryjska lista królów wymienia go jako 33 króla Asyrii. Jego panowanie datowane jest na lata ok. 1974–1935 p.n.e. lub ok. 1972–1933 p.n.e.

## Imię
Akadyjskie imię tego władcy, brzmiące Ērišu(m), uważane jest za nominalizację formy czasownikowej ēriš, znaczącej „on zapragnął” (ang. „he has desired”), bądź też tłumaczone jest jako „upragniony” (ang. „desired”). W transliteracji z pisma klinowego spotykane są następujące formy zapisu tego imienia: i-ri-šum i i-ri-šu-um (w inskrypcjach samego Eriszuma I i jego syna Ikunuma), me-ri-šu (w zachowanych kopiach Asyryjskiej listy królów) oraz me-ri-šú (w inskrypcji budowlanej późniejszego króla Asarhaddona). 

## Tytulatura
Za rządów Eriszuma I nastąpiła ważna zmiana w tytulaturze używanej przez władców miasta-państwa Aszur. W dwóch swych inskrypcjach wciąż używa on wprawdzie jeszcze tytułu „zarządcy (miasta) Aszur” (énsi a-šùrki), którego używali jego poprzednicy, ale w większości pozostałych swych inskrypcji nosi on już tytuł „zarządcy (boga) Aszura” (énsi da-šùr). Nowy tytuł podkreślać miał najprawdopodobniej rolę władcy jako namiestnika Aszura, boga opiekuńczego miasta, którego imieniem miasto to nazwano. Wierzono bowiem wówczas, iż to bóg Aszur był prawdziwym królem miasta, natomiast władca, jako jego wybraniec, sprawował w nim w jego imieniu rządy. Dowód na to przekonanie znaleźć można w jednej z inskrypcji Eriszuma I, gdzie wyraźnie jest powiedziane, iż to „bóg Aszur (jest) królem, (a) Eriszum (jest) zarządcą/namiestnikiem” (da-šùr lugal i-ri-šu-um pa).

## Dynastia
Eriszum I jest czwartym znanym władcą Aszur należącym do tzw. „dynastii Puzur-Aszura I”. W jednej ze swych inskrypcji wymienia on swego ojca, dziada i pradziada: „Eriszum, zarządca (miasta) Aszur, syn Ilu-szumy, zarządcy (miasta) Aszur; Ilu-szuma (był) synem Szalim-ahuma, zarządcy (miasta) Aszur; Szalim-ahum (był) synem Puzur-Aszura, zarządcy (miasta) Aszur”. Z kolei Ikunum. jego następca, we własnej inskrypcji nazywa siebie „synem Eriszuma”.
| władcy z dynastii Puzur-Aszura I | pokrewieństwo       | lata panowania według Veenhofa | lata panowania według Barjamovica, Hertela i Larsena | uwagi                                                     |
| -------------------------------- | ------------------- | ------------------------------ | ---------------------------------------------------- | --------------------------------------------------------- |
| Puzur-Aszur I                    | -                   | początek XX w. p.n.e.          | początek XX w. p.n.e.                                | najprawdopodobniej założyciel dynastii                    |
| Szalim-ahum                      | syn Puzur-Aszura I  | początek XX w. p.n.e.          | początek XX w. p.n.e.                                | we własnej inskrypcji nazywa siebie „synem Puzur-Aszura”  |
| Ilu-szuma                        | syn Szalim-ahuma    | ?–1974 p.n.e.                  | ?–1971 p.n.e.                                        | we własnej inskrypcji nazywa siebie „synem Szalim-ahuma”  |
| Eriszum I                        | syn Ilu-szumy       | 1974–1935 p.n.e.               | 1972–1933 p.n.e.                                     | we własnych inskrypcjach nazywa siebie „synem Ilu-szumy”  |
| Ikunum                           | syn Eriszuma I      | 1934–1921 p.n.e.               | 1932–1918 p.n.e.                                     | we własnej inskrypcji nazywa siebie „synem Eriszuma”      |
| Sargon I                         | syn Ikunuma         | 1920–1881 p.n.e.               | 1917–1878 p.n.e.                                     | we własnej inskrypcji nazywa siebie „synem Ikunuma”       |
| Puzur-Aszur II                   | syn Sargona I       | 1880–1873 p.n.e.               | 1877–1870 p.n.e.                                     | nazywany „synem Sargona” w Asyryjskiej liście królów      |
| Naram-Sin                        | syn Puzur-Aszura II | 1872–1829/1819 p.n.e.          | 1869–? p.n.e.                                        | nazywany „synem Puzur-Aszura” w Asyryjskiej liście królów |
| Eriszum II                       | syn Naram-Sina      | 1828/1818–1809 p.n.e.          | ?–1809 p.n.e.                                        | nazywany „synem Naram-Sina” w Asyryjskiej liście królów   |

## Długość i lata panowania
Zgodnie z kopią B Asyryjskiej listy królów (tzw. „Khorsabad List”) Eriszum I panować miał przez 40 lat. Długość jego panowania potwierdziło odnalezienie w asyryjskiej kolonii handlowej w Kanesz tekstu Kt 92/k 0193, który okazał się być jedną z kopii tzw. listy eponimów z Kültepe (ang. Kültepe Eponym List, w skrócie KEL). W tekście tym, znanym jako KEL A, panowaniu Eriszuma I przyporządkowanych zostało 40 zmieniających się co rok asyryjskich urzędników limmu (eponimów). W oparciu o informacje pochodzące z listy eponimów z Kültepe (KEL) oraz kroniki eponimów z Mari (ang. Mari Eponym List, w skrócie MEL), w korelacji z informacjami pochodzącymi z Asyryjskiej listy królów, Veenhof podtrzymał 40-letni okres panowania Eriszuma I i wydatował go na lata 1974-1935 p.n.e. (chronologia średnia). Z kolei Barjamovic, Hertel i Larsen, w swej poprawionej liście eponimów (ang. Revised Eponym List, w skrócie REL), chociaż również podtrzymali 40-letni okres panowania Eriszuma I, to przypisali mu 39 eponimów i wydatowali jego panowanie na lata 1972-1933 p.n.e. (chronologia średnia).
Wraz z początkiem panowania Eriszuma I wprowadzona została najprawdopodobniej w mieście-państwie Aszur instytucja corocznie wybieranego urzędnika limmu (eponima), którego imieniem datowano dokumenty. Wskazują na to zachowane kopie asyryjskiej listy eponimów odnalezione w Kanesz (faza kārum Kanesz II), które wszystkie (kopie od KEL A do KEL F) zaczynają się wraz z pierwszym rokiem panowania tego władcy. To może wyjaśniać, czemu w Asyryjskiej liście królów to właśnie Eriszum I jest pierwszym z wymienionych tam władców, przy którego imieniu podana jest długość jego panowania: korzystając z listy eponimów skryba układający Asyryjską listę królów mógł łatwo policzyć ilu urzędników limmu sprawowało swój urząd za jego panowania. To tłumaczy też, czemu ten sam skryba, pisząc o sześciu poprzednikach Eriszuma I (tj. o Sulili, Kikkii, Akii, Puzur-Aszurze I, Szalim-ahumie i Ilu-szumie), których imiona znał, ale których długości rządów z braku wcześniejszych eponimów nie mógł obliczyć, tak o nich napisał: „razem sześciu królów [których imiona zostały zapisane na] cegłach, (ale) których limmu nie zostali spisani/znalezieni”.

## Panowanie
Eriszum I jest pierwszym władcą asyryjskim, który jest nam znany z większej ilości własnych inskrypcji. Wszystkie one (poza inskrypcją znalezioną w Kanesz) są prostymi, pamiątkowymi inskrypcjami opisującymi działalność budowlaną tego władcy i nie zawierają żadnych wzmianek na temat wydarzeń politycznych czy wojennych. Wszystkie wspomniane w inskrypcjach Eriszuma I prace budowlane prowadzone były w Aszur, głównie przy świątyni boga Aszura, zwanej „Domem dzikiego byka” (ébe-tum ri-mu-um; é-tum ri-mu-um). Obejmowały one m.in. prace przy dziedzińcu świątynnym, kaplicy boga Aszura i przyległej do świątyni bramie mušlālu. Dodatkowo w świątyni tej Eriszum I rozkazał umieścić dwie kadzie do produkcji piwa (2 ḫu-bu-re-en). Władca ten rozkazał też wyburzyć domy znajdujące się pomiędzy „Bramą dla owiec” (a-bu-ul ṣé-nim) a „Bramą dla ludzi” (a-bu-ul ni-šé), aby w ten sposób zrobić miejsce dla nowych murów obronnych. W końcu w dwóch inskrypcjach Eriszum I opisuje swoje prace budowlane przy świątyni boga Adada.

## Związki z Anatolią
Najprawdopodobniej to właśnie za panowania Eriszuma I powstały i zaczęły rozwijać się asyryjskie kolonie kupieckie w Anatolii. W jednej z nich, w Kanesz, odnaleziono w 1983 roku fragment glinianej koperty z odciskiem jego pieczęci cylindrycznej, co wskazuje, iż pierwotnie zawierać ona mogła wysłany przez niego list. Dodatkowo w jednym z domów prywatnych z fazy kārum Kanesz II odnaleziono dwie kopie ważnej inskrypcji Eriszuma I dotyczącej budowy bramy mušlālu w Aszur, w której wiele miejsca poświęcono roli tej bramy jako miejsca gdzie wymierzano sprawiedliwość.

## Lista eponimów z czasów panowania Eriszuma I
| eponimowie przyporządkowani Eriszumowi I w poprawionej liście eponimów (REL) | rok sprawowania urzędu (według Barjamovica, Hertela i Larsena) |
| ---------------------------------------------------------------------------- | -------------------------------------------------------------- |
| Szu-Isztar, syn Abili                                                        | 1972 p.n.e.                                                    |
| Szukkutum, syn Iszuhuma                                                      | 1971 p.n.e.                                                    |
| Iddin-ilum, syn Kurub-Isztara                                                | 1970 p.n.e.                                                    |
| Szu-Anum, syn Isaliji                                                        | 1969 p.n.e.                                                    |
| Inah-ili, syn Kiki                                                           | 1968 p.n.e.                                                    |
| Suetaya, syn Ir'ibuma                                                        | 1967 p.n.e.                                                    |
| Daja, syn Iszuhuma                                                           | 1966 p.n.e.                                                    |
| Ili-elliti                                                                   | 1965 p.n.e.                                                    |
| Szamasz-tab                                                                  | 1964 p.n.e.                                                    |
| Agusa                                                                        | 1963 p.n.e.                                                    |
| Idnaja, syn Szudaji                                                          | 1962 p.n.e.                                                    |
| Quqadum, syn Buzu                                                            | 1961 p.n.e.                                                    |
| Puzur-Isztar, syn Bedaki                                                     | 1960 p.n.e.                                                    |
| La-qepum, syn Babidi                                                         | 1959 p.n.e.                                                    |
| Szu-Laban, syn Kurub-Isztara                                                 | 1958 p.n.e.                                                    |
| Szu-Belum, syn Iszuhuma                                                      | 1957 p.n.e.                                                    |
| Nabi-Suen, syn Szu-Isztara                                                   | 1956 p.n.e.                                                    |
| Hadaja, syn Elali                                                            | 1955 p.n.e.                                                    |
| Ennam-Aszur, syn Begaji                                                      | 1954 p.n.e.                                                    |
| Ikunum, syn Szudaji                                                          | 1953 p.n.e.                                                    |
| Ismid-ilum, syn Ididy                                                        | 1952 p.n.e.                                                    |
| Buzutaja, syn Iszuhuma                                                       | 1951 p.n.e.                                                    |
| Szu-Isztar, syn Amaji                                                        | 1950 p.n.e.                                                    |
| Iddin-Aszur, kapłan (kumrum)                                                 | 1949 p.n.e.                                                    |
| Puzur-Aszur, wytwórca masła (ša Ì.NUN)                                       | 1948 p.n.e.                                                    |
| Quqadum, syn Buzu                                                            | 1947 p.n.e.                                                    |
| Ibni-Adad, syn Susaji                                                        | 1946 p.n.e.                                                    |
| Eriszum, syn Adad-rabiego                                                    | 1945 p.n.e.                                                    |
| Minanum, syn Begaji                                                          | 1944 p.n.e.                                                    |
| Iddin-Suen, syn Szalim-ahuma                                                 | 1943 p.n.e.                                                    |
| Puzur-Aszur, syn Idnaji                                                      | 1942 p.n.e.                                                    |
| Szuli, syn Uphakuma                                                          | 1941 p.n.e.                                                    |
| La-qepum, syn Zukui                                                          | 1940 p.n.e.                                                    |
| Puzur-Isztar, syn Erisuy                                                     | 1939 p.n.e.                                                    |
| Agua, syn Adad-rabiego                                                       | 1938 p.n.e.                                                    |
| Szu-Suen, syn Silliji                                                        | 1937 p.n.e.                                                    |
| Ennam-Aszur, syn Begaji                                                      | 1936 p.n.e.                                                    |
| Enna-Suen, syn Pussanuma                                                     | 1935 p.n.e.                                                    |
| Ennanum, syn Uphakuma                                                        | 1934 p.n.e.                                                    |

## Wzmianki w inskrypcjach późniejszych władców
W inskrypcji królewskiej Salmanasara III (858-824 p.n.e.), dotyczącej odbudowy murów miejskich miasta Aszur, znajduje się wzmianka o wcześniejszych władcach, którzy również prowadzili prace budowlane przy tych murach - wśród nich wymieniany jest „Ikunum, syn Eriszuma”. Z kolei w inskrypcji królewskiej Asarhaddona (681–669 p.n.e.) dotyczącej odbudowy świątyni boga Aszura w Aszur, wśród wcześniejszych władców prowadzących prace budowlane przy tej budowli wymieniany jest „Eriszum, syn Ilu-szumy”.